# Комсомольский спуск (Таганрог)
Комсомольский спуск — улица в Таганроге, представляющая собой спуск к морю.

## География
Комсомольский спуск имеет протяжённость 560 метров и находится в удобной естественной ложбине на склоне восточного обрыва в непосредственной близости от порта.
Начинается от Греческой улицы, между Редутным переулком и Комсомольским бульваром, и спускается через автомобильную развязку с Портовой улицей прямо к порту.

## История
Первое название Комсомольского спуска — Азовский. Спуск был открыт в 1834 году.
В 1849 году были завершены работы по замощению и благоустройству спуска, одновременно с Восточной набережной (ныне Пушкинская). Спуск, как и набережная, был назван Воронцовским в честь генерал-губернатора графа М. С. Воронцова. Спуск быстро приобрёл главенствующее положение для осуществления перевозки грузов.
В 1920 году был переименован в Приморский.
В 1934 году был назван Комсомольским в связи с тем, что в работах по его благоустройству активное участие принимала молодежь города.

## Спуски Таганрога
В связи с особенностями расположения Таганрога наверху мыса, имеющего почти везде крутые склоны, к тому же с глинистым грунтом, сообщение с морем и побережьем могло осуществляться только посредством устройства специальных спусков (съездов). За всю историю Таганрога было построено семь спусков: Биржевой, Градоначальнический, Дуровский, Кампенгаузенский, Комсомольский, Мало-Биржевой, Флагманский, носившие в различные периоды разные названия.